# Anna Magdalena Bach

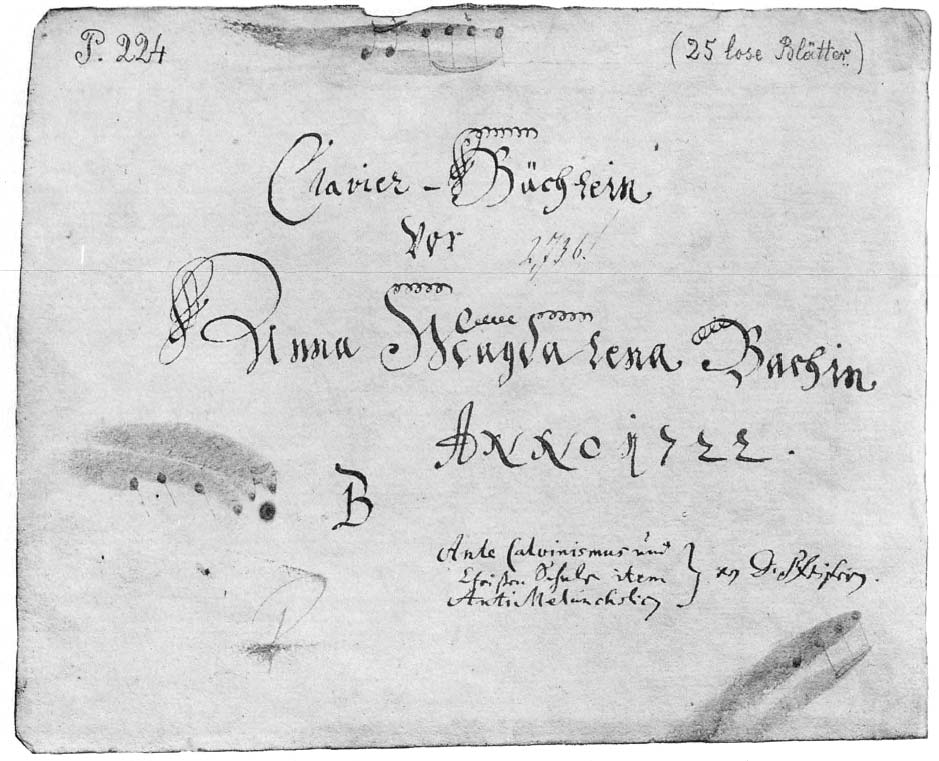
Quadern d'Anna Magdalena Bach

Anna Magdalena Bach (Zeitz, 22 de desembre de 1701 - Leipzig, 22 de febrer de 1760), de soltera Anna Magdalena Wilcke. Era cantant soprano i compositora del segle xviii.
Provinent de família de músics, el seu nom és ben conegut per ser la cèlebre destinatària de dos reculls de peces de música que molts estudiants de piano tenen en el seu repertori: el Quadern d'Anna Magdalena Bach (Notenbüchlein für Anna Magdalena Bach).

## Primers anys
Se'n sap poc dels anys de joventut. Va néixer a Zeitz, Saxònia, el 22 de desembre de 1701. El pare, Johann Caspar Wilcken (Wilcken o Wülcken), era un trompetista de la cort de Zeitz. La mare, Margaretha Elisabeth Liebe, era filla d'un organista. Els avis materns i paterns eren també trompetistes i organistes i ella començà el seu ofici musical, remunerat, des de molt jove, al costat del seu pare. Va ser contractada com a soprano a la capella de Zerbst, entre la Pasqua i l'estiu de 1721. El setembre del mateix any, gairebé als 20 anys, tenia feina de cantant a Köthen (Saxònia-Anhalt), ciutat residencial del petit principat d'Anhalt-Cöthen, i ja coneixia bé Johann Sebastian, que en aquells moments tenia uns 36 anys.

## Casament
El príncep Leopold d'Anhalt-Cöthen, que apreciava Johann Sebastian, els va donar permís per casar-se en el seu palau. Ho van fer el 3 de desembre de 1721; feia disset mesos que havia mort la seva primera esposa, Maria Barbara. Junts van tenir tretze fills entre 1723 i 1742, dels quals set van morir en la infantesa.
Amb el casament, Anna Magdalena abandonava la seva posició professional. En aquell moment era una dona de vint anys, amb un treball propi i un bon sou –200 guldes anuals–, és a dir, amb independència econòmica. Deixava això per casar-se amb un home setze anys més gran, vidu i amb diversos fills, als quals cal sumar els fills que tindrien. Van residir a l'esmentat palau fins que el príncep Leopold es va casar amb la princesa d'Anhalt-Bernburg. El príncep va prescindir de la música i dels seus intèrprets i els Bach van haver de marxar.
En les seves notes personals ella expressa el seu amor, respecte i veneració cap al seu marit. Bach, per la seva part, li va dedicar dos dels quatre quaderns de música (notenbüchleins) que va elaborar, l'un de 1722 i un altre de 1725, coneguts com el Quadern o Àlbum d'Anna Magdalena Bach, un recull de petites peces escrites per a clavicèmbal i orgue amb algunes pàgines vocals per a soprano.
Anna Magdalena Bach va treballar en la preservació de les obres de Bach. La seva intervenció com a copista, transcrivint les seves composicions, contribuí a la preservació i salvaguarda del llegat del músic. Ella mateixa també va ser compositora, i se li han atribuït algunes obres del seu marit que són objecte de debat entre els experts.

## Autora d'algunes obres atribuïdes a Bach
Recentment s'ha suggerit que Anna Magdalena Bach va compondre algunes de les obres que s'atribueixen a Bach: el professor Martin Jarvis, de l'escola de música de la Universitat Charles Darwin (Austràlia), postula que Anna Magdalena va compondre les famoses Suites per a violoncel sol (BWV 1007-1012) i que va estar involucrada també en la composició de l'ària de les Variacions Goldberg (BWV 988), així com del preludi inicial d'El clavecí ben trempat.
Tanmateix, aquesta tesi ha estat desestimada per altres acadèmics:
Christoph Wolff —musicòleg alemany, professor de la Universitat Harvard i ex-director de l'Arxiu Bach de Leipzig— diu:
Estic molt cansat d'aquesta tesi absurda. Durant el temps en què vaig ser director del "Leipzig Bach Archive", des del 2001 fins al 2013, els meus companys i jo vam refutar sobradament les premisses bàsiques de la tesi amb referències documentals, fonts manuscrites i amb fonaments musicals. Encara que no hi ha cap mena d'evidència, Jarvis no es rendeix malgrat el fet que fa uns quants anys, en una conferència sobre Bach a Oxford (2008), en una sala plena de acadèmics seriosos de Bach, va ser deixat en ridícul.
Martin Jarvis reconeix que es va sentir "com Galileu" en aquella conferència, mentre que Yo Tomita —expert en fonts manuscrites de Bach i professor de la Universitat Queen's de Belfast amb qui va tenir la disputa— afirma que el problema no és que la tesi de Jarvis no hagi estat degudament atesa pels acadèmics de Bach, sinó que aquests acadèmics la desestimen. Tomita afirma que sembla que Jarvis no hagi examinat ni el gran recopilatori de fonts acadèmiques de Bach ni la validesa de la metodologia i els resultats de la recerca duta a terme pel Dr. Georg von Dadelsen (Universitat de Tübingen) i el Dr. Yoshitake Kobayashi (Johann-Sebastian-Bach-Institut de Göttingen, Alemanya), acadèmics admirats que van realitzar la nova cronologia de l'obra de Bach a través de la identificació dels copistes i que els va costar diverses dècades d'assolir. Segons Tomita, és senzillament impossible que un acadèmic aïllat a Austràlia, on no hi ha fonts documentals suficients, aconsegueixi realitzar aquest estudi en menys d'una dècada.
El violoncelista Steven Isserlis afirma a The Guardian que la teoria és brossa en estat pur [sic] i es pregunta com algú es pot prendre seriosament aquest material mancat de qualitat. I en canvi altres estudiosos ho consideren versemblant.

## Viduïtat
El 28 de juliol de 1750 va morir Johann Sebastian. Com que va morir sense testament, a l'esposa només li va correspondre un terç de les seves possessions, i la resta va anar a parar als seus fills. Els estalvis de Bach, uns 1.100 tàlers, equivalien al sou d'un any, i amb això Anna Magdalena havia de pagar l'enterrament i sobreviure. Es va quedar sola amb cinc fills petits: Gottfried Heinrich Bach (1724-1763), que era retardat mental, Johann Christian Bach (1735-1782), Catharina Dorothea (1708-1777), Johanna Carolina (1737-1781) i Regina Susanna Bach (1742-1809). Tot i així, no va vendre mai les partitures originals de Bach, que així quedaren preservades.
El Consell li va concedir la tutela dels seus fills a condició que no es tornés a casar; si ho feia, en perdria la custòdia. En veure l'estat en el qual es quedaven la vídua i els fills, li va pagar 50 tàlers pel mig any de salari que restava; tanmateix, com que Bach, 27 anys abans, s'havia presentat al seu lloc de feina amb retard, se li va descomptar la quantitat corresponent i al final li van donar només 21 tàlers amb 10 cèntims.
Una vegada mort el seu espòs, cantor de l'escola de Sant Tomàs, no tenia sentit que la família romangués a l'escola: com la mudança era cara i el Consell tenia pressa per desallotjar-los, generosament se li va concedir un ajut per traslladar-se a un altre lloc. Va trobar una caseta a l'Haynstrasse i allà va marxar a viure amb els seus cinc fills.
Més endavant Gottfried Heinrich, el seu fill amb retard mental, va anar a viure amb els Altnikol a Naumburg; el seu altre fill, Johann Christian, va marxar amb el seu germanastre Carl Phillipp Emanuel a Berlín. Ella es va quedar amb les seves filles Catharina Dorothea, soltera de quaranta-dos anys, Johanna Carolina de tretze, i la petita Reginne Susana de vuit anys.
No va poder pagar ni una làpida ni una creu, encara que va encarregar per al seu espòs un taüt d'alzina, el millor regal que va poder fer-li amb els pocs estalvis que tenia. Després de l'enterrament, pràcticament es va quedar sense recursos i el Consell li va comprar unes partitures del seu marit per 40 tàlers. Més endavant, quan se'ls van esgotar els diners, el Consell, els van donar un parell de faneques de blat de moro per evitar que passessin gana durant un temps.
Els darrers anys depenia exclusivament dels donatius dels veïns i ciutadans. Estranyament els seus fillastres grans, tots ells ben situats socialment i econòmica, no li van passar cap tipus d'ajut, probablement, perquè no van aprovar mai el segon matrimoni del seu pare.
A l'acta de defunció pot llegir-se: "Dona pobra de 59 anys, Anna Magdalena, nascuda Wilkin, vídua de J. S. Bach, cantor de l'escola de Sant Tomàs en la Haynstrasse, 8". I també, "era una dona pobra".
Encara que no consta perquè en el moment del repartiment dels béns no va existir cap registre davant de jutge, Anna Magdalena va rebre bastants partitures del seu marit que mai no va arribar a vendre per poder menjar. No va succeir el mateix amb la resta de les partitures, la major part de les quals van rebre en herència els fills grans del seu marit, que van repartir i, a vegades, malvendre.

## Descendència
Del seu matrimoni amb el músic va tenir 13 fills, alguns dels quals van ser també compositors i músics cèlebres:
- Christiana Sophia Henrietta (*1723 - † 1726)
- Gottfried Heinrich Bach (*1724 - † 1763)
- Christian Gottlieb Bach (*1725 - † 1728)
- Elisabeth Juliana Friederica Bach, anomenada Liesgen (*1726 - † 1781)
- Ernestus Andreas Bach (*1727 - † 1727)
- Regina Johanna Bach (*1728 - † 1733)
- Christiana Benedicta Bach (*1729 - † 1730)
- Christiana Dorothea Bach (*1731 - † 1732)
- Johann Christoph Friedrich Bach, el Bach de Bückeburg (*1732 - † 1795)
- Johann August Abraham Bach (*1733 - † 1733])
- Johann Christian Bach, el Bach de Milà o el Bach de Londres (*1735 - † 1782)
- Johanna Carolina Bach (*1737 - † 1781)
- Regina Susanna Bach (*1742 - † 1809)

## Recreacions
L'escriptora anglesa Esther Meynell en va escriure una autobiografia fictícia, La petita crònica d'Anna Magdalena Bach (1925), que, sense basar-se en cap font, narra la vida familiar dels Bach de forma sentimental i probablement allunyada de la personalitat d'Anna Magdalena.
Crònica d'Anna Magdalena Bach, dirigida per Danièle Huillet i Jean-Marie Straub, és una pel·lícula de 1968 que recrea la seva història.